# The Friends of Zion Museum
The Friends of Zion Museum, ibland kallat Mike Evans Museum, är ett museum i Jerusalem i Israel. Museet är tillägnat icke-judiska personer som har stöttat det judiska folket och staten Israel. Museet är indelat i fyra avdelningar; en för 1800-talet, en för början av 1900-talet, en för Förintelsen och en för Israels grundande.
Museet grundades av Mike Evans och öppnade i september 2015.
Museet delar varje år ut utmärkelsen ”Friends of Zion” till en person som stått upp för Israel och det judiska folket. År 2017 fick USA:s president Donald Trump utmärkelsen. Detta efter att han i december 2017 erkände Jerusalem som Israels huvudstad och tog beslutet att flytta USA:s ambassad i landet från Tel Aviv till Jerusalem.